# Термінал ЗПГ Ель-Мюсел
Термінал ЗПГ Ель-Мюсел — інфраструктурний об'єкт для прийому та регазифікації зрідженого природного газу в Іспанії. Розташований поблизу міста Гіжон в провінції Астурія, на північному узбережжі Піренейського півострова.
В кінці 2000-х компанія Enagas приступила до спорудження сьомого іспанського імпортного терміналу ЗПГ. Об'єкт  має потужність 7 млрд.м3 на рік та сховище із двох резервуарів по 150000 м3. Він здатен видавати у газотранспортну мережу до 0,8 млн.м3 на годину. Причальний комплекс розрахований на обслуговування газових танкерів ємністю до 250000 м3. Проектом передбачана можливість розширення терміналу за рахунок встановлення ще двох резервуарів та збільшення вихідної потужності до 1,2 млн.м3 на годину.
Об'єкт завершено спорудженням у 2012 році. На той час попит на природний газ в країні виявився значно меншим від прогнозного, тому за рішенням уряду термінал законсервували до моменту, коли його послуги знадобляться. В очікуванні цього продовжувалась підготовка пов'язаної з Ель-Мюсел газопровідної інфраструктури. Видача продукції може здійснюватись по трубопроводах Ов'єдо – Альмендралехо, Ов'єдо – Туй та Ов'єдо – Бургос.